# 김화 시씨
김화 시씨(金化柴氏)는 김화를 본관으로 하는 한국의 성씨이다. 시조는 고려에서 흥화진두를 지낸 시신운(柴臣雲)이다.

## 참고 자료
- “김화시씨(柴氏)”. 뿌리를 찾아서.[깨진 링크(과거 내용 찾기)]
- 한성주. “김화시씨”. 디지털철원문화대전.[깨진 링크(과거 내용 찾기)]